# Керкис, Юлий Яковлевич
Ю́лий Я́ковлевич Керкис (4 [17] февраля 1907, Киев — 30 января 1977) — советский генетик и специалист в области радиобиологии, доктор биологических наук, профессор.

## Биография
Родился в семье адвоката Якова Родионовича и Розы Самуиловны Керкис.
В школьные годы учился в организованной Ф. Г. Добржанским школе молодого зоолога при кафедре зоологии сельскохозяйственного факультета Политехнического института в Киеве. После окончания школы Юлий Яковлевич
по совету Добржанского уезжает в Ленинград. Там какое-то время работал препаратором в Зоологическом институте, а затем в 1926 году поступил на биологическое отделение физико-математического факультета Ленинградского государственного университета. Будучи студентом кафедры генетики ЛГУ, под научным руководством Добржанского Юлий Керкис выполнил прекрасные оригинальные исследования по эволюционной генетике — анализ динамики развития половой системы и строения хромосом у двух близких видов дрозофил, их гибридов. Эти исследования не утратили значения и поныне.
В 1930—1941 гг. — сотрудник Института генетики АН СССР, в 1941—1956 гг. из-за преследований «классической» генетики работал в животноводческих совхозах Таджикской ССР зоотехником, а затем (c 1948 г.) — директором совхоза, с 1957 г. и до конца жизни — в Институте цитологии и генетики СО АН СССР, где занимал должности учёного секретаря института и заведующего лабораторией радиационной генетики.
Основные работы в области мутагенеза животных, в том числе — мутаций, вызванных ионизирующими излучениями.
Супруга — Наталья Алексеевна, дочь академика А. А. Заварзина. Сыновья: Алексей (1940—2000) — кандидат физико-математических наук, Александр (род. 1945) — доктор биологических наук.
Похоронен на Южном кладбище Новосибирска (квартал 5).